# William Malet

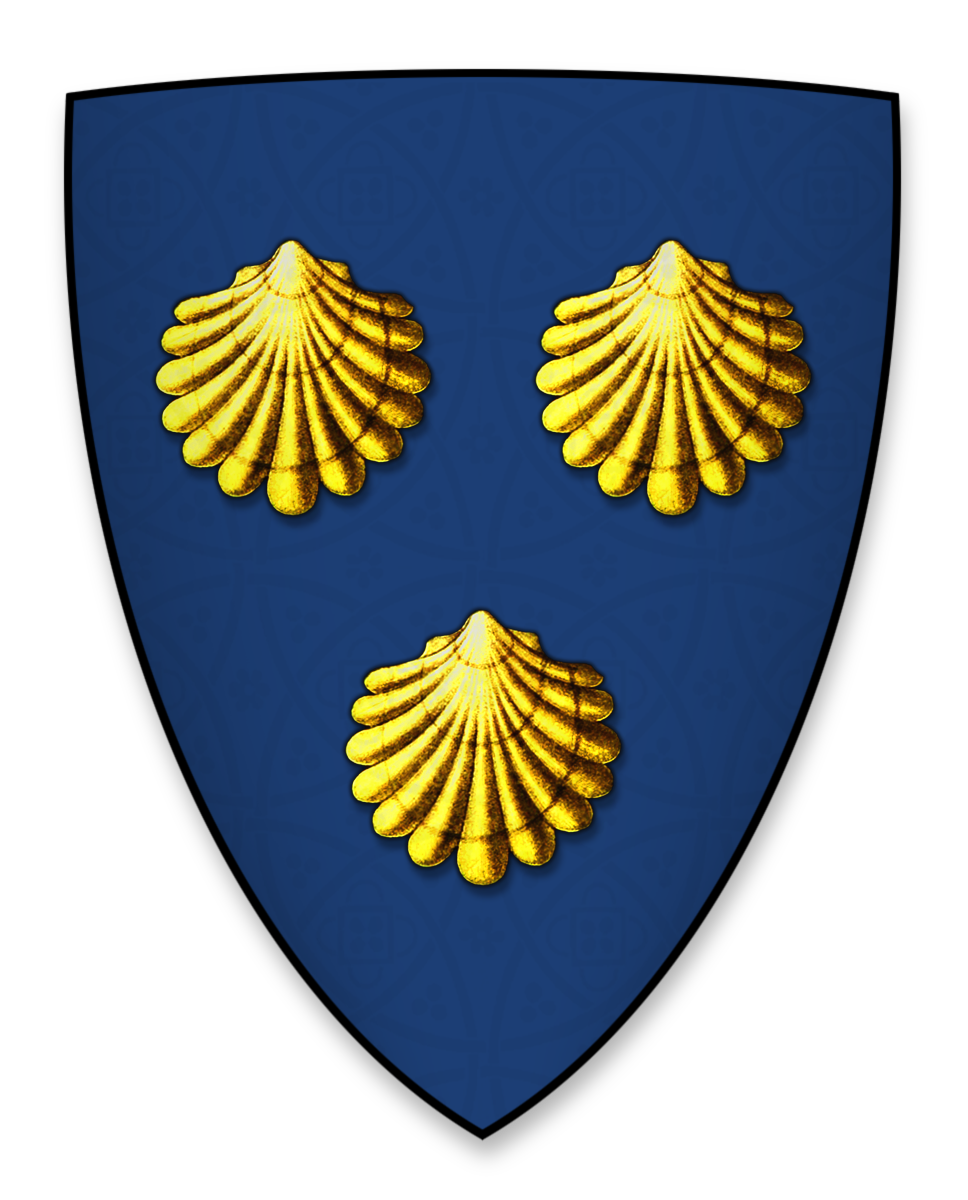
Wappen von William Malet

William Malet, Lord of Curry Mallet (* um 1175; † vor 20. Dezember 1215) war ein englischer Adliger und Rebell. Er gehörte der Adelsopposition an, die König Johann Ohneland 1215 zur Anerkennung der Magna Carta zwang.

## Leben
William Malet entstammte der anglonormannischen Familie Malet. Er war ein Nachfahre von Robert Malet († vor 1156), dem ersten Baron der Familie Malet, und ein Sohn von Gilbert Malet († 1194). Ab 1190 nahm er am Dritten Kreuzzug unter König Richard Löwenherz teil. Nach seiner Ankunft im Heiligen Land im Juni 1191 unterstützte er die Belagerung von Akkon. Nach seiner Rückkehr bezahlte er 1196 eine Gebühr in Höhe von £ 150 an den König, um nach dem Tod seines Vaters sein Erbe in Somerset anzutreten. Wie für einen kleinen Landadligen damals üblich, trat er dann in den Dienst des Königs.
Weihnachten 1209 wurde er Sheriff von Somerset und Dorset, nachdem die Vertreter der beiden Grafschaften König Johann Ohneland eine hohe Gebühr bezahlt hatten, damit ein Angehöriger des einheimischen Adels anstelle des fremden William Brewer, einem Günstling des Königs, Sheriff würde. Malet blieb bis Ende September 1212 Sheriff, in diesem Jahr geriet er in finanzielle Schwierigkeiten. Die genaue Ursache hierfür ist unklar, Tatsache ist, dass er bis 1214 dem König über 2000 Mark, also mehr als £ 1333, schuldete. Zur Begleichung seiner Schulden willigte er ein, dass er in diesem Jahr mit zehn Rittern und zwanzig weiteren Soldaten am Feldzug des Königs ins Poitou teilnahm, dennoch waren seine Schulden noch 1221 nicht beglichen. Vermutlich bedingt durch seine Schulden, schloss sich William wie zahlreiche andere Adlige Ostern 1215 in Stamford der Adelsopposition gegen den König an. Nach der Anerkennung der Magna Carta durch den König im Juni 1215 wurde er zu einem der 25 Barone gewählt, die die Einhaltung der Bestimmungen der Urkunde durch den König überwachen sollten. Dafür wurde er im August zusammen mit 30 anderen Baronen von Papst Innozenz III. namentlich exkommuniziert. Er starb jedoch bereits Ende des Jahres, nachdem es zwischen dem König und der Adelsopposition zum offenen Krieg der Barone gekommen war. Am 20. Dezember 1215 wurden seine Besitzungen von seinem Schwiegersohn Hugh de Vivonia aus Chewton in Somerset verwaltet.

## Familie und Erbe
Aus seiner Ehe mit Alice Basset, einer Tochter und Miterbin von Thomas Basset of Headington in Oxfordshire, hatte Malet drei Töchter, unter denen seine Güter aufgeteilt wurden:
- Mabel, ⚭ (1) Nicholas Avenel, ⚭ (2) Hugh de Vivonia († 1249);
- Helewise, ⚭ (1) Hugh Pointz (Poyntz) († 1220), ⚭ (2) Robert de Mucegros († 1254);
- Bertha († vor 1221).